# Cathédrale-basilique Notre-Dame-de-Coromoto de Guanare
Pour les articles homonymes, voir basilique Notre-Dame-de-Coromoto.
La cathédrale-basilique Notre-Dame-de-Coromoto de Guanare est une église située à Guanare au Venezuela, que l’Église catholique fait cathédrale du diocèse de Guanare. Le pape Pie XII l’a désigné basilique mineure en 1949, et elle a été nommée « sanctuaire national » dès 1942, avant la publication de la définition officielle. Elle est dédiée à la Vierge de Coromoto.

## Historique
Elle obtient le titre de basilique mineure le 19 mai 1949, et est faite cathédrale en 1954.